# Österreichische Alpine Skimeisterschaften 1995
Die Österreichischen Alpinen Skimeisterschaften 1995 fanden von 23. bis 26. März statt. Die Abfahrten und Super-Gs wurden in Ellmau ausgetragen, die Riesenslaloms in Spital am Semmering und die Slaloms in Semmering. Die Rennen waren international besetzt, um die Österreichische Meisterschaft fuhren jedoch nur die österreichischen Teilnehmer.

## Herren

### Abfahrt
| Platz | Name                 | Zeit        |
| ----- | -------------------- | ----------- |
| 01    | Patrick Ortlieb      | 2:01,88 min |
| 02    | Peter Rzehak         | 2:02,12 min |
| 03    | Roland Assinger      | 2:02,69 min |
| 04    | Michael Lichtenegger | 2:02,76 min |
| 05    | Andreas Schifferer   | 2:02,82 min |
| 06    | Armin Assinger       | 2:03,12 min |
| 07    | Hans Knauß           | 2:03,39 min |
| 08    | Rainer Salzgeber     | 2:03,52 min |
| 09    | Hannes Trinkl        | 2:03,78 min |
| 10    | Christian Greber     | 2:03,86 min |

Datum: 23. März 1995

Ort: Ellmau

### Super-G
| Platz | Name               | Zeit        |
| ----- | ------------------ | ----------- |
| 01    | Rainer Salzgeber   | 1:39,00 min |
| 02    | Peter Rzehak       | 1:39,05 min |
| 03    | Patrick Wirth      | 1:39,22 min |
| 04    | Armin Assinger     | 1:39,35 min |
| 05    | Patrick Ortlieb    | 1:40,00 min |
| 06    | Josef Strobl       | 1:40,08 min |
| 07    | Andreas Schifferer | 1:40,18 min |
| 08    | Hannes Trinkl      | 1:40,26 min |
| 09    | Kilian Albrecht    | 1:40,36 min |
| 10    | Roland Assinger    | 1:40,44 min |

Datum: 24. März 1995

Ort: Ellmau

### Riesenslalom
| Platz | Name                 | Zeit        |
| ----- | -------------------- | ----------- |
| 01    | Mario Reiter         | 2:25,99 min |
| 02    | Patrick Wirth        | 2:26,93 min |
| 03    | Günther Mader        | 2:28,46 min |
| 04    | Stephan Eberharter   | 2:28,57 min |
| 05    | Christian Mayer      | 2:28,80 min |
| 06    | Stefan Curra         | 2:29,12 min |
| 07    | Manfred Kleinlercher | 2:29,36 min |
| 08    | Hans Knauß           | 2:29,41 min |
| 09    | Bernhard Gstrein     | 2:29,54 min |
| 10    | Miran Rauter (SLO)   | 2:29,55 min |

Datum: 25. März 1995

Ort: Spital am Semmering

### Slalom
| Platz | Name                 | Zeit        |
| ----- | -------------------- | ----------- |
| 01    | Mario Reiter         | 1:29,42 min |
| 02    | Kilian Albrecht      | 1:29,96 min |
| 03    | Siegfried Voglreiter | 1:30,18 min |
| 04    | Manfred Kleinlercher | 1:30,51 min |
| 05    | Hermann Schiestl     | 1:31,42 min |
| 06    | Markus Kirchner      | 1:31,92 min |
| 07    | Heinz Schilchegger   | 1:32,07 min |
| 08    | Franz Klinger        | 1:32,67 min |
| 09    | Michael Walchhofer   | 1:33,71 min |
| 10    | Lothar Schedler      | 1:33,98 min |

Datum: 26. März 1995

Ort: Semmering

### Kombination
Die Kombination setzt sich aus den Ergebnissen von Slalom, Riesenslalom und Abfahrt zusammen.
| Platz | Name              |
| ----- | ----------------- |
| 1     | Stefan Curra      |
| 2     | Christian Pichler |
| 3     | Roland Assinger   |

## Damen

### Abfahrt
| Platz | Name                | Zeit        |
| ----- | ------------------- | ----------- |
| 01    | Ingrid Stöckl       | 2:07,46 min |
| 02    | Marianna Salchinger | 2:07,73 min |
| 03    | Doris Götzenbrucker | 2:08,09 min |
| 04    | Cornelia Meusburger | 2:08,73 min |
| 05    | Tanja Schneider     | 2:09,31 min |
| 06    | Martina Lechner     | 2:10,40 min |
| 07    | Veronika Thanner    | 2:11,14 min |
| 08    | Ilse Bürgler        | 2:11,97 min |
| 09    | Sonja Stadler       | 2:12,05 min |
| 10    | Karin Huttary (SWE) | 2:12,15 min |

Datum: 23. März 1995

Ort: Ellmau

### Super-G
| Platz | Name                 | Zeit        |
| ----- | -------------------- | ----------- |
| 01    | Renate Götschl       | 1:45,53 min |
| 02    | Marianna Salchinger  | 1:46,72 min |
| 03    | Michaela Dorfmeister | 1:47,58 min |
| 04    | Cornelia Meusburger  | 1:48,13 min |
| 05    | Ingrid Stöckl        | 1:48,17 min |
| 06    | Barbara Raggl        | 1:48,21 min |
| 07    | Hilde Gerg (GER)     | 1:48,35 min |
| 08    | Regina Häusl (GER)   | 1:48,53 min |
| 09    | Doris Götzenbrucker  | 1:48,65 min |
| 10    | Stefanie Schuster    | 1:48,86 min |

Datum: 24. März 1995

Ort: Ellmau

### Riesenslalom
| Platz | Name                      | Zeit        |
| ----- | ------------------------- | ----------- |
| 01    | Michaela Dorfmeister      | 2:22,45 min |
| 02    | Renate Götschl            | 2:22,47 min |
| 03    | Karin Köllerer            | 2:24,75 min |
| 04    | Katharina Gutensohn (GER) | 2:25,08 min |
| 05    | Cornelia Meusburger       | 2:25,13 min |
| 06    | Manuela Lieb              | 2:25,37 min |
| 07    | Christina Riegel          | 2:25,38 min |
| 08    | Barbara Raggl             | 2:25,58 min |
| 09    | Tanja Schneider           | 2:25,66 min |
| 10    | Christiane Mitterwallner  | 2:25,77 min |

Datum: 26. März 1995

Ort: Spital am Semmering

### Slalom
| Platz | Name                    | Zeit        |
| ----- | ----------------------- | ----------- |
| 01    | Angela Zimmermann (GER) | 1:37,53 min |
| 02    | Karin Köllerer          | 1:37,75 min |
| 03    | Manuela Lieb            | 1:38,20 min |
| 04    | Veronika Kappaurer      | 1:38,27 min |
| 05    | Rita Klaus (GER)        | 1:38,72 min |
| 06    | Edda Mutter (GER)       | 1:39,34 min |
| 07    | Tatjana Holzer          | 1:39,46 min |
| 08    | Cornelia Meusburger     | 1:39,73 min |
| 09    | Nadine Amann            | 1:39,95 min |
| 10    | Michaela Dorfmeister    | 1:41,16 min |

Datum: 25. März 1995

Ort: Semmering

### Kombination
Die Kombination setzt sich aus den Ergebnissen von Slalom, Riesenslalom und Abfahrt zusammen.
| Platz | Name                |
| ----- | ------------------- |
| 1     | Cornelia Meusburger |
| 2     | Barbara Raggl       |
| 3     | Nadine Amann        |